# Jan Henry Olsen
Jan Henry Olsen wł. Jan Henry Tungeland Olsen (ur. 20 sierpnia 1956 w Bergen, zm. 10 lipca 2018) – norweski polityk, członek Partii Pracy. Był ministrem rybołówstwa w latach 1992–1996. Otrzymał przydomek „No-fish Olsen”, gdy podczas negocjacji o ewentualnym członkostwie Norwegii w Unii Europejskiej, powiedział, że nie zamierza dać ani jednej ryby UE.
W marcu 2008 roku Olsen powiedział norweskiej gazecie Nordlys, że w wieku 51 lat zdiagnozowano u niego chorobę Alzheimera. Jego żona, Laila Lanes, opublikowała w 2009 roku książkę „Skynd deg å elske”, opisującą jego życie i walkę z chorobą Alzheimera. W 2011 roku ukazał się film dokumentalny pokazujący walkę byłego polityka z chorobą w ciągu dwunastu miesięcy. Olsen spędził ostatnie lata w hospicjum. Zmarł z powodu choroby w dniu 10 lipca 2018 r., w wieku 61 lat.